# Національний спортивний комплекс «Олімпійський»
Націона́льний спорти́вний ко́мплекс «Олімпі́йський» — універсальна спортивна споруда у Києві, головна арена України, місце проведення домашніх матчів футбольного клубу «Динамо» (Київ) та національної збірної України з футболу. Вміщує 70 050 глядачів, що робить його 17-м за кількістю місць стадіоном Європи. На стадіоні проходив матч-відповідь за Суперкубок УЄФА 1975 року, було проведено сім матчів футбольного турніру Літніх Олімпійських ігор 1980 року та п'ять матчів чемпіонату Європи з футболу 2012 року, в тому числі фінал, а також Фінал Ліги чемпіонів УЄФА 2018.

## Історія

### Довоєнний час

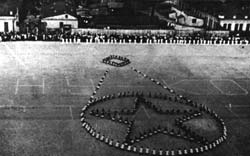
Відкриття Червоного стадіону 12 серпня 1923 року

Днем створення стадіону вважають 12 серпня 1923 року, коли на «Червоному стадіоні ім. Л. Троцького» були проведені змагання першої Олімпіади Київщини. Проєкт стадіону був розроблений молодим інженером Л. І. Пільвінським. Для південної та східної трибун використали схили Черепанової гори. З уламків будівель збудували північну та західну трибуни, засипавши їх землею. У 1924 року на стадіоні було трохи розбудоване футбольне поле 120х70 метрів з орієнтацією захід-схід. Навколо зовнішнього периметра поля облаштували бігові доріжки, а також звели роздягальні та душові. Так поступово стадіон змінював своє обличчя. Саме Червоний стадіон з перших днів свого існування дав великий поштовх розвитку масового спортивного руху в Києві. Він був на той час найкращою в місті футбольною ареною, тож до відкриття стадіону «Динамо» саме на Червоному стадіоні проводилися всі значні матчі першості Києва.
У 1935 році був оголошений конкурс на підняття Червоного стадіону на вищий рівень, переможцем якого став проєкт молодого архітектора Михайла Гречини під назвою «Український республіканський стадіон». За п'ять років будівництва стадіону на фоні зеленого масиву парку Черепанової та Госпітальної гір, нарешті, виросла футбольна арена з трибунами для глядачів, фізкультурний павільйон з роздягальнями, суддівськими кімнатами і лікарняними кабінетами.

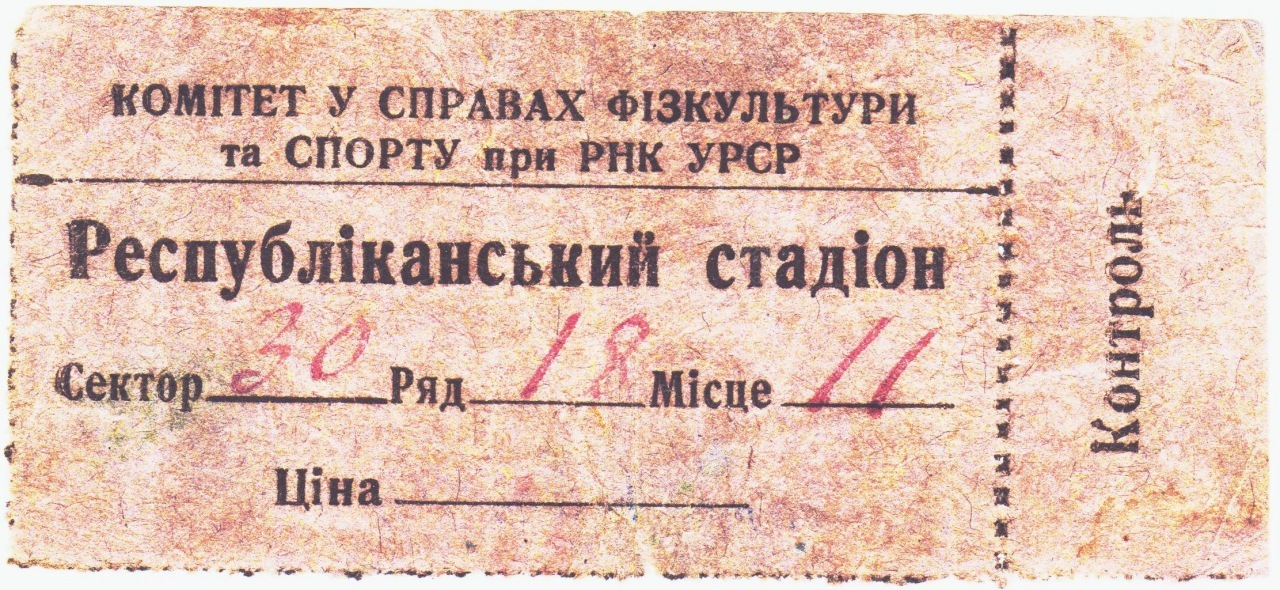
Квиток на відкриття стадіону 22 червня 1941 р.

Друге урочисте відкриття повністю реконструйованого стадіону, що отримав нову назву — Республіканський стадіон ім. М. С. Хрущова, планувалося 22 червня 1941 року. Київське «Динамо» готувалося до матчу 22 червня з командою Червоної армії з Москви. Але того самого дня, вранці 22 червня 1941 року розпочалася війна. Офіційно з часів окупації стадіон був відкритий 12 липня 1942 року.

### Повоєнний час

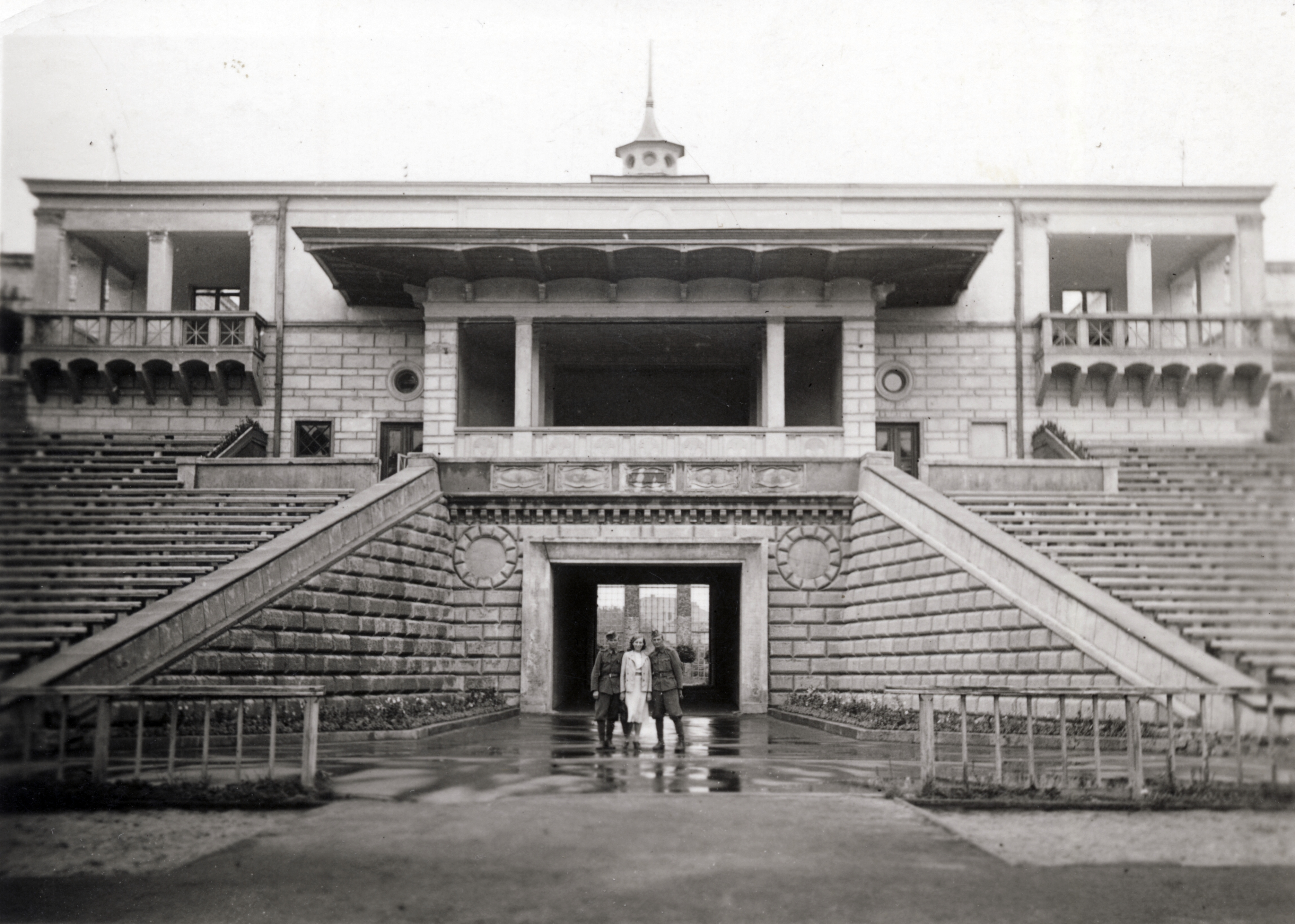
Стадіон у 1942 р.

Під час війни стадіон спеціально не бомбили ні радянські, ні німецькі війська, хоча випадкові влучення окремих снарядів таки траплялися. Тож стадіон довелося відбудовувати. За справу взялися працівники тресту «Хрещатикбуд» (потім «Київміськбуд-4»). З допомогою мешканців міста майже за півроку стадіон було впорядковано. Уже 25 червня 1944 року його урочисто відкрили. Символічно, що цього дня відбувся матч «Динамо» (Київ) — «ЦБЧА» (Москва), тобто той, який не відбувся 22 червня 1941 року. Кияни програли з рахунком 0:4.
Роботи з ремонту й удосконалення стадіону гальмувалися нестачею значних капіталовкладень. У повоєнний час з цим було дуже скрутно. Саме тому реконструкція затяглася майже на п'ять років і відкрили стадіон тільки в 1949 році. «Навкруги футбольного поля обладнано чудову бігову доріжку, одну з найкращих в країні. Ширина її сягає 10 метрів. Трибуни стадіону налічують 38 секторів, в них 47 756 сидячих місць». На початку 50-х років, нарешті, над трибунами південних («черепанівських») воріт з'явилося дерев'яне табло. На фанерному щиті, розміром 6х3 метри, у металевому каркасі, зазначали назви команд і цифри рахунку у метровому діаметрі. Після кожного забитого м'яча працівник стадіону на спеціальній драбині піднімався нагору й змінював таблички на табло.
Улітку 1954 року завершилося будівництво головного фасаду стадіону — колонади зі службовим входом до внутрішнього двору адміністративного корпусу. Ці колони стали візитівкою стадіону. Та головним досягненням того часу було встановлення у 1956 році чотирьох 45-метрових металевих башт із 320 ґратчастими прожекторами загальною яскравістю освітлення на 500 люкс. З того часу на стадіоні з'явилося більш сучасне табло з годинником посередині, оснащене електричними лампами, які висвічували рахунок матчу за командою оператора.
У жовтні 1962 року стадіон ненадовго змінив назву на Центральний стадіон ім. М. С. Хрущова. Саме наприкінці того року на стадіоні демонтували старе табло і почали встановлювати нове електронне табло, придбане в Угорщині.
Після жовтневого пленуму ЦК КПРС 1964 року, який усунув М. С. Хрущова з усіх керівних посад, ім'я його без зайвого оголошення зникло з назви стадіону.

### Найбільший стадіон СРСР
Друга генеральна реконструкція стадіону була розпочата 1966 року. Проєкт реконструкції був розроблений архітекторами Київського зонального науково-дослідного інституту типового та експериментального проєктування, а також Київпроекту. Керівником робіт став Михайло Гречина. Основою цього проєкту було спорудження другого ярусу трибун, змонтованого вперше у світовій практиці на оригінальних залізобетонних двоконсольних ригелях. Двоярусна чаша трибун стадіону була розрахована на 100 062 місця. Також за цим проєктом був нарешті побудований репортерський комплекс над верхнім ярусом західної трибуни, де на високих опорах були змонтовані коментаторські кабіни, а також споруджений трамплін для стрибків на лижах. Було встановлено й два нових електронних табло розміром 18х6 метрів: ліве табло показувало час, дату й температуру повітря, а праве табло — назву команд, рахунок матчу і авторів забитих м'ячів.
Таким чином київський стадіон став найбільшим за місткістю трибун у Радянському Союзі і Європі. Водночас після реконструкції Центральний стадіон столиці України знову став називатися Республіканським. А офіційна радянська пропаганда й далі називала «головним стадіоном країни» Велику спортивну арену Центрального стадіону ім. В. І. Леніна — московські Лужники. Радянські ЗМІ приписували йому фантастичну місткість у 120 тисяч глядачів, тоді як його реальна місткість, що офіційно не згадувалась, ніколи не перевищувала 85—89 тисяч глядачів.
1970-ті—1980-ті роки відзначились значними досягненнями київського футболу на європейській арені, в зв'язку з чим стадіон став місцем зустрічі з грандами тогочасного футболу. «Динамо» (Київ) перемогло у розіграші Кубка володарів кубків УЄФА сезону 1974—75 і здобуло право на участь у Суперкубку УЄФА. Вирішальний матч двобою з мюнхенською «Баварією» відбувся на Республіканському стадіоні 6 жовтня 1975 року, який кияни, завдяки дублю Олега Блохіна, впевнено виграли з рахунком 2-0.

### Олімпійські ігри
У 1978—1980 роках стадіон реконструйовано вдруге задля підготовки до Олімпійських ігор 1980 року. Посилене до 1500 люксів освітлення було встановлене на 4 велетенських щоглах. Під час Олімпіади на стадіоні пройшли шість матчів групового етапу і одна чвертьфінальна гра:

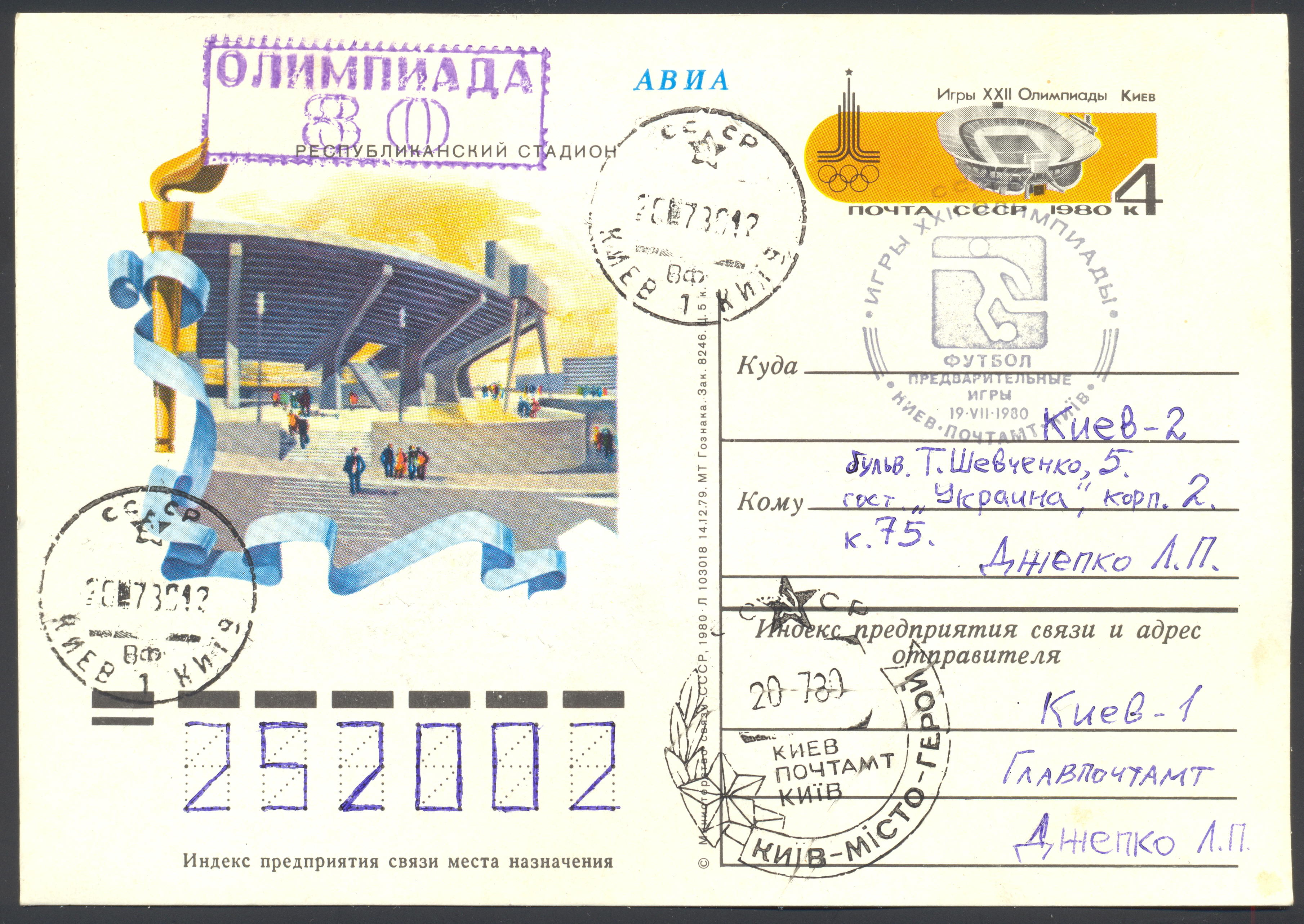
Поштова картка СРСР, присвячена футболу на Республіканському стадіоні на ОІ-1980

| Дата     | Матч                   | Рахунок | Раунд          | Глядачі |
| -------- | ---------------------- | ------- | -------------- | ------- |
| 20 липня | НДР — Іспанія          | 1—1     | Матч групи «C» | 100 000 |
| 21 липня | Ірак — Коста-Рика      | 3—0     | Матч групи «D» |         |
| 22 липня | НДР — Алжир            | 1—0     | Матч групи «C» | 70 000  |
| 23 липня | Фінляндія — Ірак       | 0—0     | Матч групи «D» | 40 000  |
| 24 липня | НДР — Сирія            | 5—0     | Матч групи «C» | 80 000  |
| 25 липня | Фінляндія — Коста-Рика | 3—0     | Матч групи «D» | 50 000  |
| 27 липня | НДР — Ірак             | 4—0     | Чвертьфінал    | 100 000 |

### Незалежність
1996 року, згідно з Указом Президента України, Державне спортивно-виробниче підприємство «Республіканський стадіон» стало Національним спортивним комплексом «Олімпійський».
У 1997–1999 роках на стадіоні були встановлені пластикові індивідуальні сидіння, через що місткість зменшилася до 83 450 місць. Замінили натуральний трав'яний газон, поле стало відповідати міжнародним вимогам.
Протягом 2010 року НСК очолював португалець Жітесс Аркіссандаш, який мав досвід підготовки стадіону «Да Луж» до Євро 2004.

### Матчжіночої збірної України
| Дата       | Турнір            | Господарі | Рахунок | Гості     |
| ---------- | ----------------- | --------- | ------- | --------- |
| 11.05.2000 | Відбір до ЧЄ 2001 | Україна   | 1-6     | Німеччина |

### Матчімолодіжної збірної України
| №  | Дата     | Турнір            | Господарі | Рахунок | Гості      |
| -- | -------- | ----------------- | --------- | ------- | ---------- |
| 01 | 06.09.94 | Відбір до ЧЄ 1996 | Україна   | 3-2     | Литва      |
| 02 | 11.10.94 | Відбір до ЧЄ 1996 | Україна   | 1-0     | Словенія   |
| 03 | 12.11.94 | Відбір до ЧЄ 1996 | Україна   | 3-0     | Естонія    |
| 04 | 29.03.95 | Відбір до ЧЄ 1996 | Україна   | 2-1     | Італія     |
| 05 | 10.06.95 | Відбір до ЧЄ 1996 | Україна   | 1-1     | Хорватія   |
| 06 | 04.10.96 | Відбір до ЧЄ 1998 | Україна   | 1-0     | Португалія |
| 07 | 06.05.97 | Відбір до ЧЄ 1998 | Україна   | 7-0     | Вірменія   |
| 08 | 06.06.97 | Відбір до ЧЄ 1998 | Україна   | 1-1     | Німеччина  |
| 09 | 19.08.97 | Відбір до ЧЄ 1998 | Україна   | 1-0     | Албанія    |
| 10 | 03.06.19 | Турнір            | Україна   | 3-0     | Кіпр       |
| 11 | 05.06.19 | Турнір            | Україна   | 1-0     | Ізраїль    |

### Матчіюнацької збірної України (U19)
| Дата     | Турнір            | Господарі | Рахунок | Гості                |
| -------- | ----------------- | --------- | ------- | -------------------- |
| 30.04.00 | Відбір до ЧЄ 2000 | Україна   | 1-0     | Північна Ірландія    |
| 30.09.03 | Відбір до ЧЄ 2004 | Україна   | 0-1     | Вірменія             |
| 02.10.03 | Відбір до ЧЄ 2004 | Україна   | 4-3     | Боснія і Герцеговина |
| 04.10.03 | Відбір до ЧЄ 2004 | Україна   | 2-1     | Франція              |

### Матчіюнацької збірної України (U-17)
| Дата     | Турнір            | Господарі | Рахунок | Гості     |
| -------- | ----------------- | --------- | ------- | --------- |
| 29.09.01 | Відбір до ЧЄ 2002 | Україна   | 4-2     | Туреччина |

### Реконструкція 2008— 2011
У 2008–2011 роках відбувалась реконструкція стадіону з метою підготовки до проведення Чемпіонату Європи з футболу 2012 року. Процес розпочався у серпні 2008 року і тривав 38 місяців. Реконструкція стадіону НСК «Олімпійський» передбачала створення сучасної арени, на базі старої споруди. 7 серпня 2008 року було підписано угоду з німецьким архітектурним бюро GMP von Gerkan, Marg und Partner. Вже 14 серпня 2008 року розпочався демонтаж нижнього ярусу стадіону. У 2008—2009 роках продовжується реконструкція, закладено фундамент VIP-зони та зон інших глядачів, збільшили кут нахилу ярусів на 15 градусів. Восени 2009 розпочалось будівництво зони обслуговування вболівальників, комерційних площ та зведення об'їзної дороги з естакадою. Проте темп проведення робіт був недостатньо швидким, але вже на початку весни він підвищився. Робітники працювали цілодобово і реконструкція стадіону перейшла у новий етап. Уже в січні 2011 року стадіон був готовий на 70 %, у квітні на 84 %, у вересні на 95 %. У жовтні 2011 року стадіон був готовий на 100 %. Загалом, реконструкція головної арени України обійшлась у 4 млрд 600 млн гривень.

#### Дизайн
«Для наших концепцій актуальні такі керівні принципи архітектурного розуміння, як простота, різноманітність і однаковість, самобутність, структурний порядок» — розповів у своєму інтерв'ю директор компанії GMP Мартін Блекман: «Фахівці іноді називають цей стиль „крайнім пуризмом“, як напрям в архітектурі XX ст. Він естетично поєднує простоту і функціональність будівлі. Ми запропонували облагородити будівлю та одягнути її у скляний фасад, а сам стадіон накрити унікальним дахом зі скловолокна і надміцної матерії. Таке поєднання робить стадіон найкрасивішою урбаністичною спортивною спорудою Києва».

#### Будівництво
Будівельні роботи проводилися з використанням найновіших технологій та найкращих фахівців. У будівництві використовувалась еко-технологія «Green Stadium», яка передбачає використання матеріалів вторинної переробки, вакуумної системи каналізації, що дозволяє заощадити велику кількість води, та використання європейської практики сортування сміття. Місткість стадіону зменшилась до 70 050 глядацьких місць, що не заважає йому бути однією з найбільших спортивних арен Європи.

#### Дах
Однією з особливостей проєкту стадіону є дах, конструкція якого виготовлена за унікальною технологією[прояснити]. В квітні 2011 року розпочався монтаж унікальної вантової системи покриття. Дах стадіону зроблений з надміцного матеріалу, що витримує температуру до 260⁰С та є водночас самоочисним[прояснити]. Конструкція має у своєму складі також «парасольки» — прозорі куполи, що якнайкраще забезпечують освітлення арени і пропускають сонячне світло на газон. Міцність мембрани даху становить 13 т/кв.м. Загальна площа мембранного покриття становить 48 000 кв.м. Одночасний підйом майже 800-тонної вантової системи даху здійснювався протягом десяти днів, за допомогою 160 кранів.

#### Газон
У вересні 2011 року на полі за вісім днів уклали натуральний газон. 800 рулонів з трав'яним покриттям загальною площею 8395 м² привезли на стадіон із Словаччини в 10 фурах із холодильними камерами. Вага кожного рулону, який мав площу 10 м², становив 800 кг. На його вирощування знадобилося більше 2 років.

#### Крісла
Оновлена арена має 70 050 розділених на 80 секторів місць, з яких під час матчів Чемпіонату Європи з футболу 2012 року УЄФА використовувалося 68 055 місць. Серед них — 3546 бізнес-місць, 150 (20 у VIP-секторі) місць для людей з інвалідністю, 1497 місця для представників ЗМІ, 366 — для коментаторів. Усі сидіння виготовлені з вогнетривкого матеріалу. Аналогічні крісла були встановлені у свій час на стадіонах «Вемблі» та «Олімпійський» у Лондоні, та «ФНБ-Стедіум» у Йоганнесбурзі (Південна Африка). Всього на НСК передбачено шість типів сидінь: стандартні, сидіння для незрячих із додатковим обладнанням, сидіння для VIP-персон та бізнес-секторів, сидіння для людей з особливими потребами і осіб, що їх супроводжують, а також сидіння для гравців. Кольорова гама крісел виконана у патріотичних синьо-жовтих кольорах.

### Відкриття після реконструкції 2011

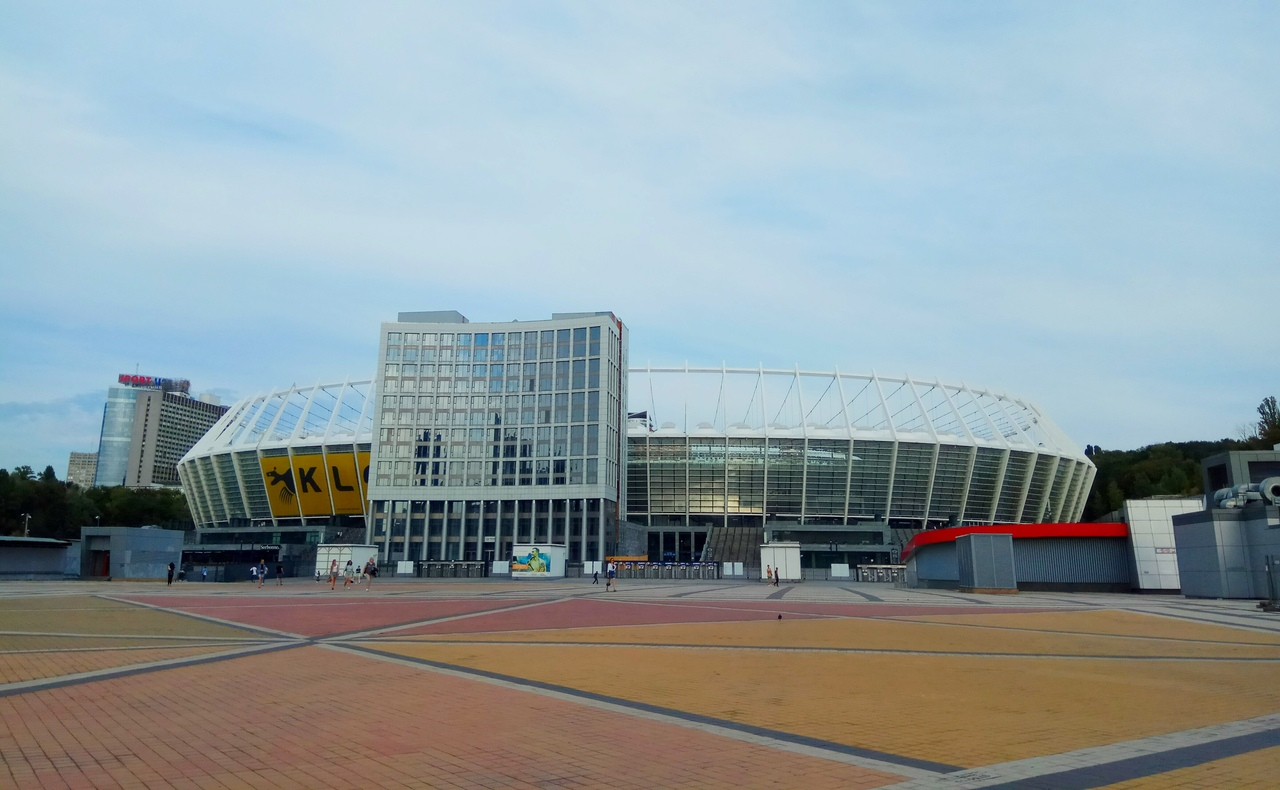
Вигляд на стадіон з головного входу

Стадіон після реконструкції був офіційно відкритий Президентом України Віктором Януковичем о 21:30 8 жовтня 2011 року.
Урочиста церемонія відкриття почалася з дійства «Історія України в танцях» з номерами «Свято поселенців», «Вогнеглав», «Урожай», «Животворний Хрест», «Ярмарок» та «Нечиста сила».
За п'ять хвилин до початку офіційної церемонії відкриття на поле арени прорвалися три активістки руху FEMEN, які регулярно протестують, у цьому випадку — проти проведення Євро-2012. Під час проведення церемонії відкриття, внаслідок влучення сценічного піротехнічного пристрою, сталося загорання поліетиленового огородження софіту освітлення над 68 сектором верхнього ярусу..
Церемонія відкриття закінчилась майже півгодинним феєрверком.

### Перший матч
Перший матч на оновленому стадіоні НСК «Олімпійський» відбувся 11 листопада 2011 року. Це був товариський матч між збірною України та збірною Німеччини. Гру відвідали 69720 глядачів. Матч закінчився з результатом 3:3, але збірна України показала дуже якісну, хорошу гру.

### Євро 2012

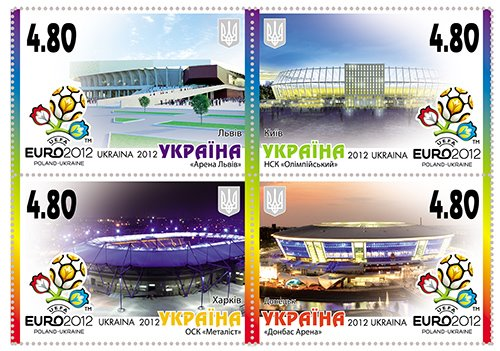
Поштові марки, присвячені Євро 2012

З усіх спортивних арен, що приймали Чемпіонат Європи з футболу 2012 року, НСК «Олімпійський» — найбільший стадіон з місткістю трибун 68 055 глядачів (к-ть місць менша через вимоги УЄФА). На стадіоні були проведені три матчі групи D групового турніру (перший з них — матч-відкриття турніру в групі D Україна—Швеція), чвертьфінал та фінал Євро-2012. Фінал першості відбувся 1 липня 2012 року, перемогу в якому з найбільшим в історії чемпіонатів Європи рахунком 4:0 здобула збірна Іспанії над збірною Італії.
Календар матчів фінальної частини Євро-2012
| Дата           | Час (київський) | Господар | Результат      | Гість   | Раунд       | Глядачі |
| -------------- | --------------- | -------- | -------------- | ------- | ----------- | ------- |
| 11 червня 2012 | 21.45           | Україна  | 2:1            | Швеція  | Група D     | 64 290  |
| 15 червня 2012 | 21.45           | Швеція   | 2:3            | Англія  | Група D     | 64 640  |
| 19 червня 2012 | 21.45           | Швеція   | 2:0            | Франція | Група D     | 63 010  |
| 24 червня 2012 | 21.45           | Англія   | 0:0 (пен. 2:4) | Італія  | Чвертьфінал | 64 340  |
| 1 липня 2012   | 21.45           | Іспанія  | 4:0            | Італія  | Фінал       | 63 170  |

### Музичні події
На київському Олімпійському стадіоні зазвичай відбуваються концерти світових зірок та відомих українських виконавців. Проводився фестиваль Таврійські ігри.
The Rolling Stones планували виступити на стадіоні 25 липня 2007 року в рамках їхнього світового туру A Bigger Bang, але концерт був скасований і перенесений у Варшаву.
Після реконструкції стадіону на урочистому відкритті 8 жовтня 2011 року виступила всесвітньовідома колумбійська співачка Шакіра.
25 липня 2012 року на НСК «Олімпійському» в рамках фестивалю «Tuborg Greenfest 2012» відбувся концерт всесвітньо відомих рок-гуртів Red Hot Chili Peppers, Kasabian і The Vaccines. На стадіоні перебувало близько 40 000 глядачів.
4 серпня 2012 року під час турне «The MDNA Tour» в Україні уперше виступила «Королева поп-музики» Мадонна, яка зібрала на стадіоні за різними даними від 31 022 до 60 000 глядачів і встановила абсолютний рекорд касових зборів на концертах в Україні — $4 893 317.
29 червня 2013 року на стадіоні виступив видатний британський рок-гурт Depeche Mode.
21 червня 2014 року на НСК «Олімпійському» з нагоди 20-річчя гурту виступив найуспішніший український рок-гурт «Океан Ельзи». Концерт відвідали 75 823 людини, що зробило його на той момент наймасовішим комерційним концертом в історії України.
21 травня 2014 року на НСК «Олімпійському» мав виступати легендарний американський рок-гурт «Aerosmith», але концерт перенесли на 2 липня у зв'язку з суспільно-політичними подіями в Україні, а пізніше скасували, оскільки організатори втекли з країни через російсько-українську війну.
18 червня 2016 року на НСК «Олімпійському» знову виступив «Океан Ельзи». Гурт побив власний рекорд, поставлений на цьому ж стадіоні, і зібрав за попередніми оцінками від 85 до 100 тисяч шанувальників, що стало абсолютним рекордом кількості глядачів на концертах в історії України.
6 та 8 липня 2016 року НСК «Олімпійський» приймав міжнародний рок фестиваль UPark Festival, де на одній сцені виступили гурти: американський Red Hot Chili Peppers, британські Muse, Hurts, Nothing but Thieves, My Vitriol, американсько-британський The Kills, фінський Poets of the Fall та українські The Hardkiss і ШАNA.
Стадіон розглядали як можливе місце проведення фіналу пісенного конкурсу Євробачення 2017.
Під час церемонії відкриття Фіналу Ліги чемпіонів УЄФА 2018 виступила популярна британська співачка Дуа Ліпа.

#### Список концертів з 1996 року
| Рік  | Дата       | Артист(и) | Розігрів                                | Турне/Назва концерту                                       | Глядачі        | Додаткові уточнення                                     |
| ---- | ---------- | --- | --------------------------------------- | ---------------------------------------------------------- | -------------- | ------------------------------------------------------- |
| 1996 | 15 вересня | Deep Purple |                                         | Purpendicular World Tour                                   |                |                                                         |
| 1997 | 17 липня   | Scorpions |                                         | Pure Instinct Tour                                         |                |                                                         |
| 1999 | 25 червня  | Alphaville The Вйо Сплин Coolio |                                         | «Рок-Київ»                                                 |                | Рок-фестиваль                                           |
| 1999 | 26 червня  | Zucchero Stranglers Maggie Reilly Tequillajazz Sweet Брати Карамазови                                                                                                  |                                         | «Рок-Київ»                                                 |                | Рок-фестиваль                                           |
| 1999 | 27 червня  | Metallica Monster Magnet Smokie No-Big-Silence Мертвий півень Мотор'ролла                                                                                              |                                         | «Рок-Київ»                                                 |                | Рок-фестиваль                                           |
| 2003 | 14 серпня  | Роберт Плант | Брати Карамазови Mr. Оч & His Root Boys |                                                            |                |                                                         |
| 2007 | 29 червня  | Діма Білан Валерій Меладзе Ірина Білик Тартак Наталія Могилевська Віталій Козловський Друга Ріка Авіатор Гайтана С.К.А.Й. Бумбокс Асія Ахат Алібі Гудімов Семіраміда   |                                         | XVI «Таврійські ігри»                                      | 20 000         | музичний фестиваль                                      |
| 2007 | 30 червня  | K-Maro Вєрка Сердючка, Дискотека Аварія ТНМК Тіна Кароль Олександр Пономарьов Ані Лорак Арктика Потап и Настя Mad Heads XL Джанго Міка Ньютон Світлана Лобода НеАнгели |                                         | XVI «Таврійські ігри»                                      | 30 000         | музичний фестиваль                                      |
| 2007 | 9 липня    | Джордж Майкл | Dj Slava Flash                          | 25 Live Tour                                               | Близько 40 000 |                                                         |
| 2007 | 25 липня   | The Rolling Stones |                                         | A Bigger Bang Tour                                         |                | Скасовано                                               |
| 2011 | 8 жовтня   | Shakira | Ані Лорак Гайтана Таїсія Повалій        | Урочисте відкриття                                         | 58 000         | Перший концерт на оновленому стадіоні                   |
| 2012 | 25 липня   | Red Hot Chili Peppers Kasabian The Vaccines |                                         | «Tuborg Greenfest 2012»                                    | Близько 40 000 | Рок-фестиваль                                           |
| 2012 | 4 серпня   | Madonna | Себастьян Інгроссо Кирило Думський      | The MDNA Tour                                              | 31 022         | Абсолютний рекорд касових зборів в Україні — $4 893 317 |
| 2013 | 29 червня  | Depeche Mode |                                         | Delta Machine Tour                                         | Близько 60 000 |                                                         |
| 2014 | 21 червня  | Океан Ельзи |                                         | 20 років разом                                             | 75 823         |                                                         |
| 2014 | 2 липня    | Aerosmith |                                         | Global Warming Tour                                        |                | Скасовано                                               |
| 2016 | 18 червня  | Океан Ельзи | SINOPTIK                                | Без меж                                                    | Понад 85 000   | Абсолютний рекорд глядачів в Україні                    |
| 2016 | 6 липня    | Red Hot Chili Peppers The Kills Nothing but Thieves The Hardkiss |                                         | UPark Festival                                             |                | Рок-фестиваль                                           |
| 2016 | 8 липня    | Muse Hurts Poets of the Fall My Vitriol ШАNA |                                         | UPark Festival                                             |                | Рок-фестиваль                                           |
| 2017 | 19 липня   | Depeche Mode |                                         | Global Spirit Tour                                         |                |                                                         |
| 2017 | 23 вересня | Андреа Бочеллі |                                         |                                                            |                |                                                         |
| 2018 | 26 травня  | Дуа Ліпа |                                         | Відкриття Фіналу Ліги чемпіонів УЄФА 2018                  | 61 561         |                                                         |
| 2018 | 21 червня  | Jamiroquai Funkerman |                                         | «BeLive»                                                   |                | Фестиваль розваг                                        |
| 2018 | 22 червня  | Hurts Everything Everything Ляпіс-98 |                                         | «BeLive»                                                   |                | Фестиваль розваг                                        |
| 2018 | 23 червня  | Parov Stelar HONNE The Erised |                                         | «BeLive»                                                   |                | Фестиваль розваг                                        |
| 2018 | 24 червня  | Время и Стекло MOZGI Constantine |                                         | «BeLive»                                                   |                | Фестиваль розваг                                        |
| 2018 | 24 серпня  | Океан Ельзи | Даха Браха                              | «Нічого, крім музики». Концерт до Дня незалежності України | 100 000        |                                                         |
| 2018 | 31 серпня  | Imagine Dragons | The Vaccines                            | Evolve World Tour                                          | 50 000         |                                                         |
| 2018 | 30 вересня | Енріке Іглесіас |                                         | All The Hits Live Tour                                     | 100 000        | 25 річниця української мережі магазинів                 |
| 2019 | 1 червня   | MONATIK |                                         | Love It Ритм                                               |                |                                                         |
| 2019 | 16 червня  | Kiss |                                         | End Of The Road World Tour                                 |                |                                                         |

### Національні дебати
19 квітня 2019 року на стадіоні відбулися дебати між Петром Порошенком та Володимиром Зеленським у рамках другого туру Виборів Президента України. Концертна програма розпочалася з 16-ї години, а самі дебати відбувались з 19-ї до 20-ї години. На дебатах були присутні 22 тис. глядачів.

### Національний реєстр рекордів України
На «Олімпійському» вже було встановлено велику кількість рекордів, зафіксованих Національним реєстром рекордів України:
- Найбільший герб створений за допомогою 3D-друку
- Найбільша кількість одночасних підключень WI-FI меріжі одного оператора
- Найбільша кількість відвідувачів футбольного матчу, що проводяться Лігою Європи
- Найбільша кількість рекордів у різних категоріях на футбольній арені
- Наймасовіше кардіо-інтервальне тренування
- Найбільший 3D-малюнок на горизонтальній площині[35]
- Найбільша кількість відвідувачів сольного концерту, найдовший виступ одного колективу[36]
- Найтриваліший безперервний сеанс масажу

## Колишні назви
- Червоний стадіон ім. Л. Троцького (1923–1924)
- Червоний стадіон (1924–1935)
- Республіканський стадіон ім. С. Косіора (1936–1938)
- Республіканський стадіон (1938–1941)
- Республіканський стадіон ім. М. Хрущова (1941)
- Всеукраїнський стадіон (1941–1943)
- Республіканський стадіон ім. М. Хрущова (1944–1962)
- Київський Центральний стадіон (1962–1979)
- Республіканський стадіон (1980–1996)
- НСК «Олімпійський» (1996 — дотепер)

## Інфраструктура

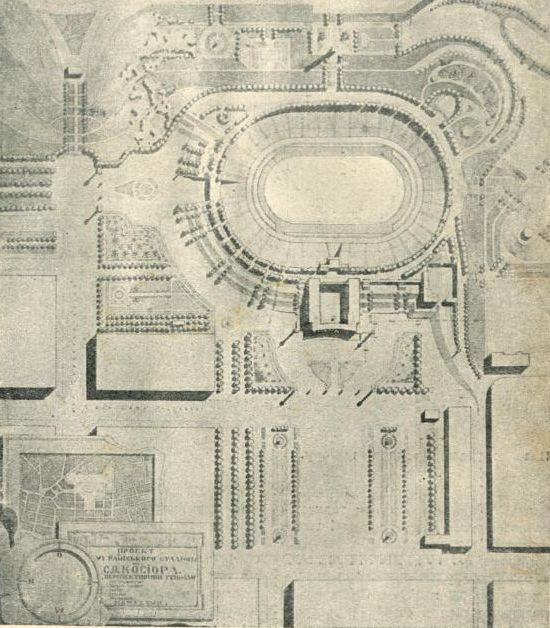
Загальний план стадіону.

Інфраструктура стадіону НСК «Олімпійський» може забезпечити комфортний відпочинок вболівальникам. Для забезпечення харчування, на території стадіону розташовано 42 фаст-фуди.

### Безпека
В дні проведення матчів та масових заходів для безпеки глядачів працюють 250 охоронців та 1 000 стюардів, які одночасно стежать за порядком і допомагають гостям арени. На території комплексу обладнано сім пунктів першої медичної допомоги.

### Послуги
НСК «Олімпійський» — це не лише футбольна арена, а ще й багатофункціональний комплекс.
Івент-можливості комплексу дозволяють проводити різноманітні заходи з кількістю учасників від 10 до 70 000. Різнопрофільні приміщення «Олімпійського», окрім різноманітних спортивних заходів та змагань, дозволяють проводити конференції, тренінги, переговори, семінари, концерти, презентації, світські заходи, покази мод, вечірки, весілля, дні народження та навіть дитячі свята.
До комплексу входять такі зали: «Хол Чемпіонів», «Олімпійський дворик», бізнес-зали «Сітіус», «Альтіус», «Фортіус», «Спрінт», лаунж-зона 1-го рівня та лаунж-зона 2-го рівня, а також Спортбар.

## Розташування
Національний спортивний комплекс «Олімпійський» розміщений у центрі міста на схилах Черепанової гори.
Адреса: м. Київ, вул. Велика Васильківська вулиця, 55 (Печерський район).
Найближчі станції метро — «Олімпійська», «Палац спорту». Стадіон знаходиться за 3 км від Центрального залізничного вокзалу та за 29 км від Міжнародного аеропорту «Бориспіль».

## Галерея

Зовнішній вигляд стадіону
вид на стадіон з готелем «Шератон Київ Олімпійський»
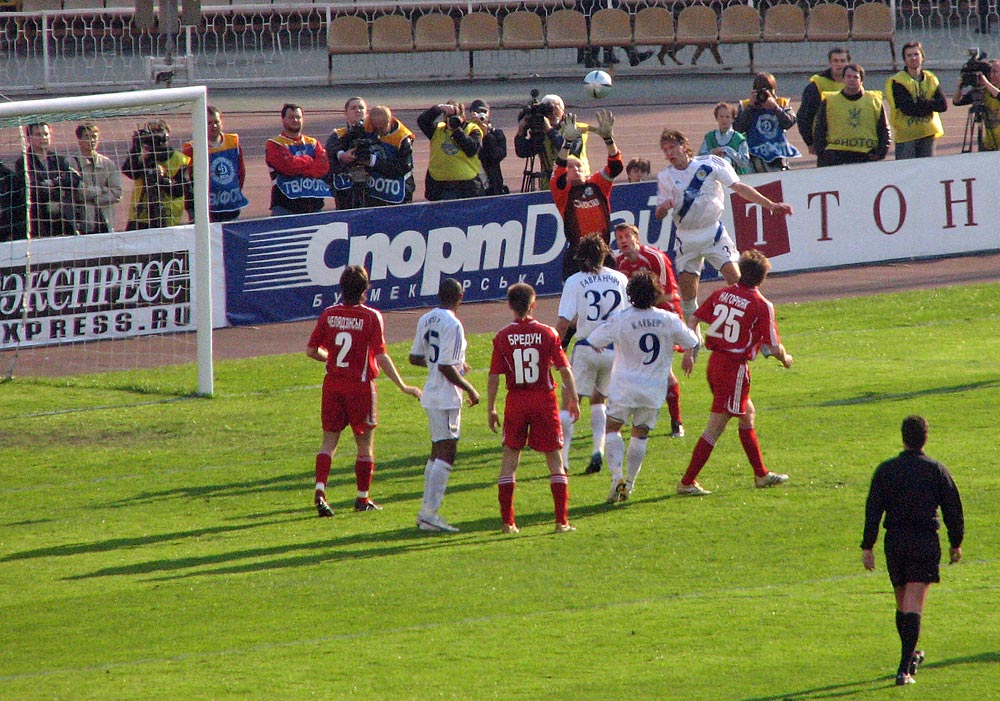
Фінал Кубка України, 2 травня 2006 року
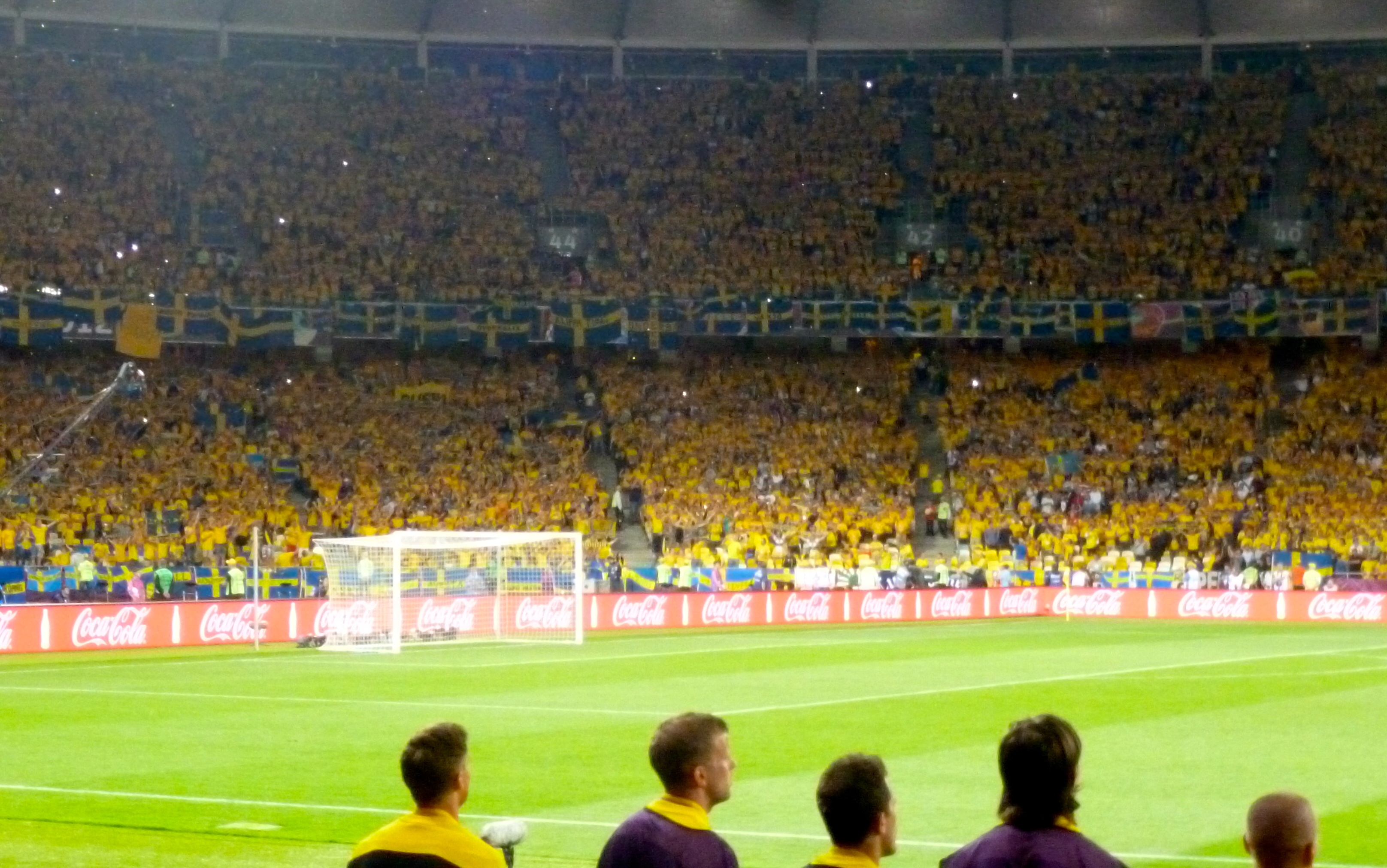
Шведські вболівальники на матчі Швеція—Англія, 15 червня 2012 року
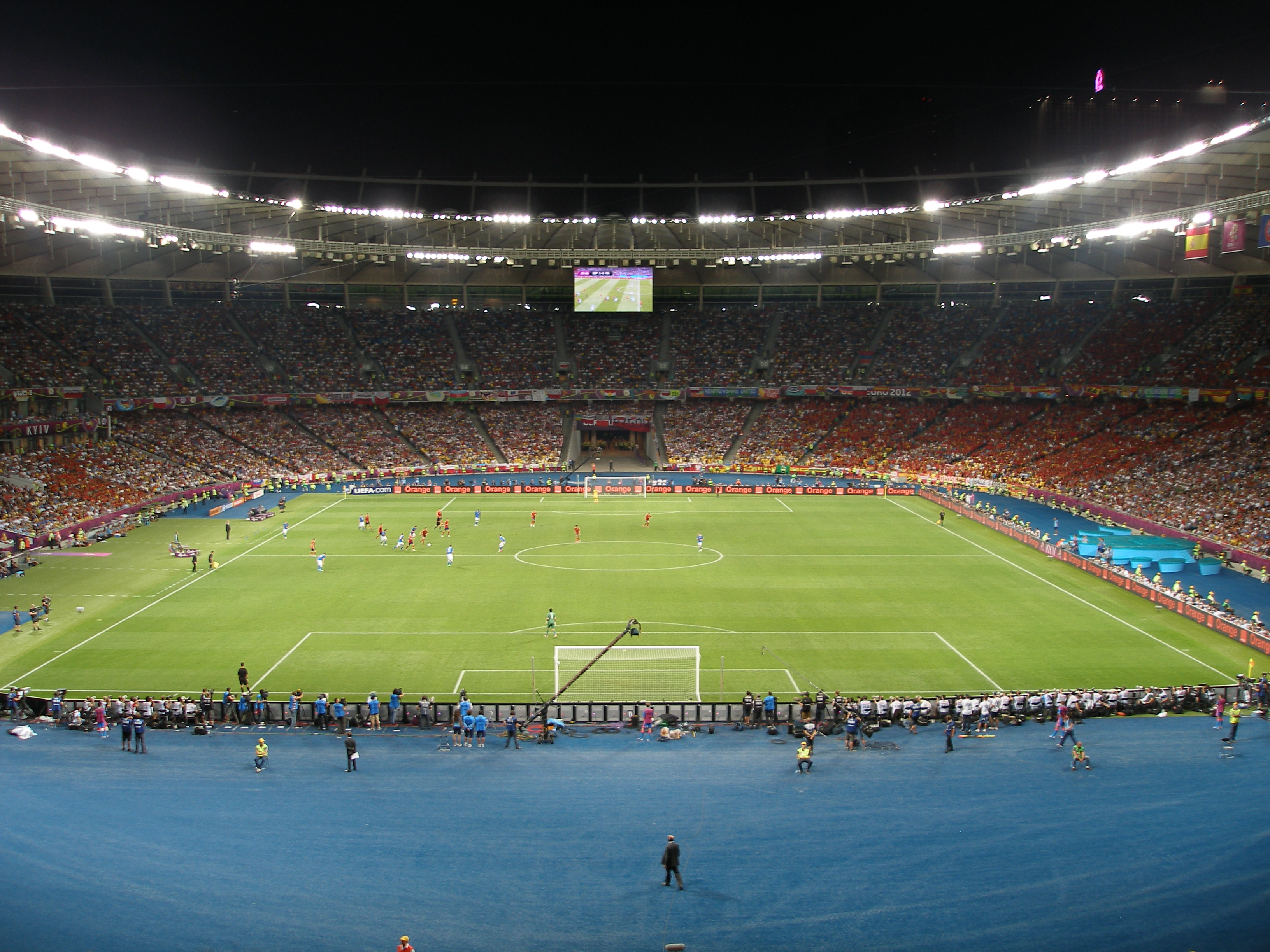
Фінал Євро-2012, 1 липня 2012 року
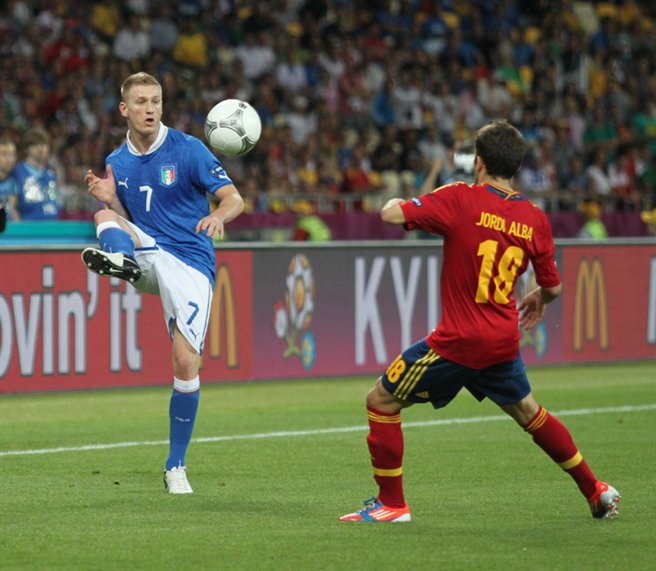
Під час фіналу Євро-2012
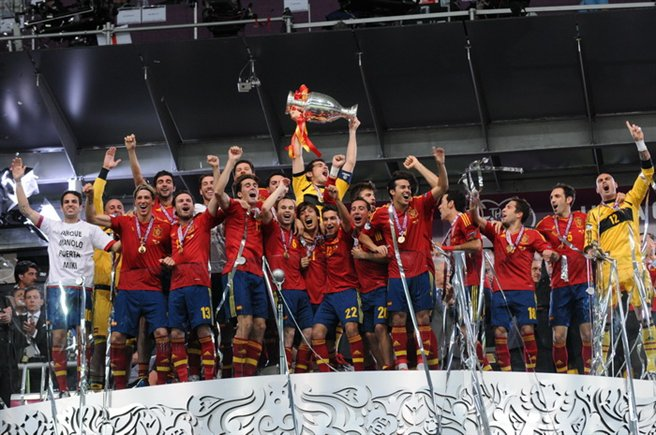
Збірна Іспанії святкує перемогу на Євро-2012
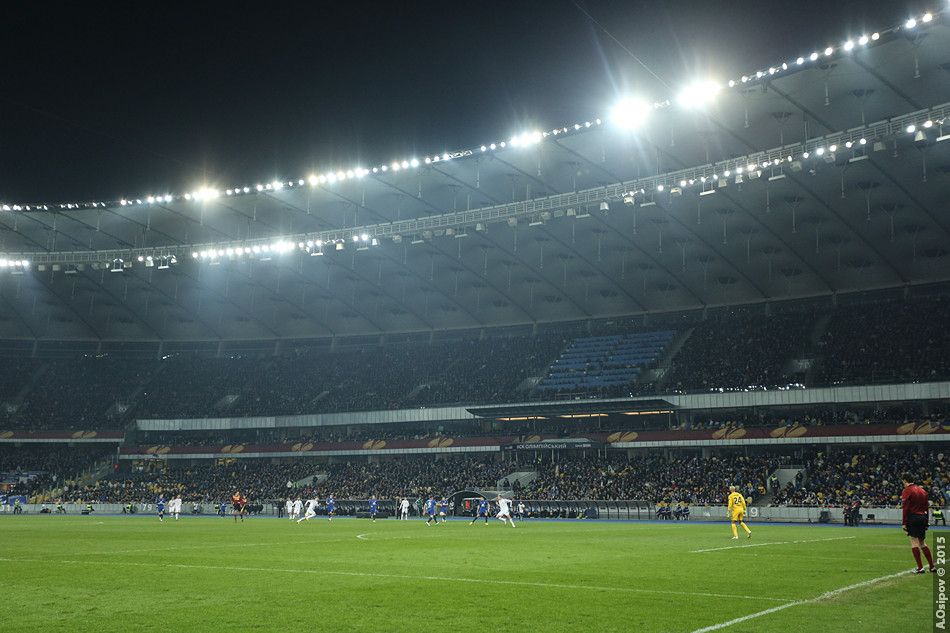
Трибуни «Олімпійського» під час матчу «Динамо» — «Евертон», 19 березня 2015
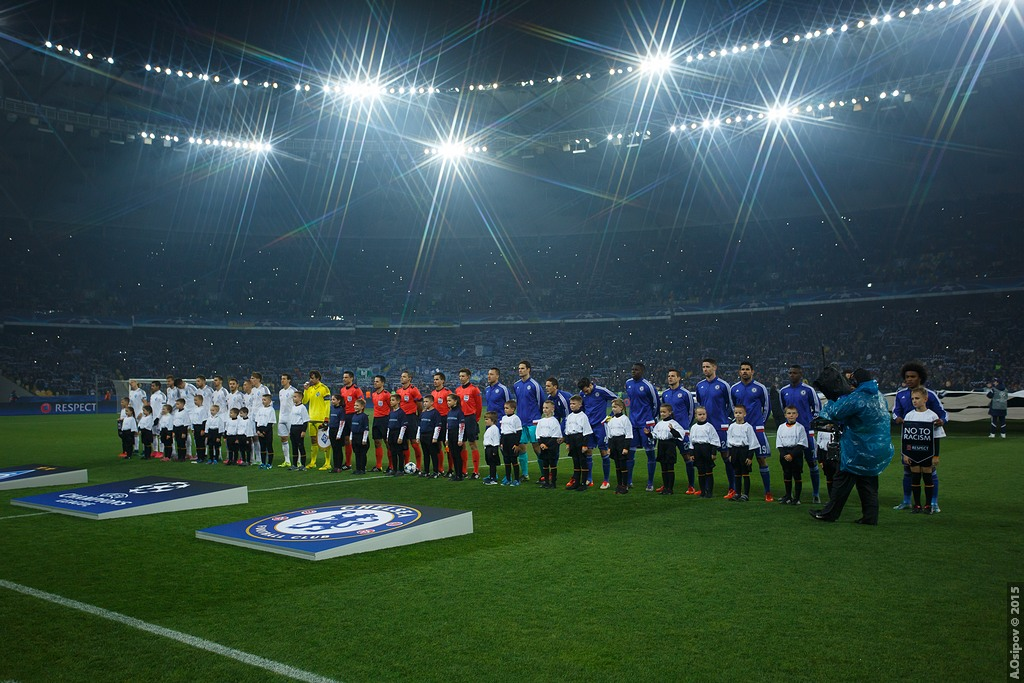
НСК «Олімпійський» перед початком матчу «Динамо» — «Челсі», 20 жовтня 2015
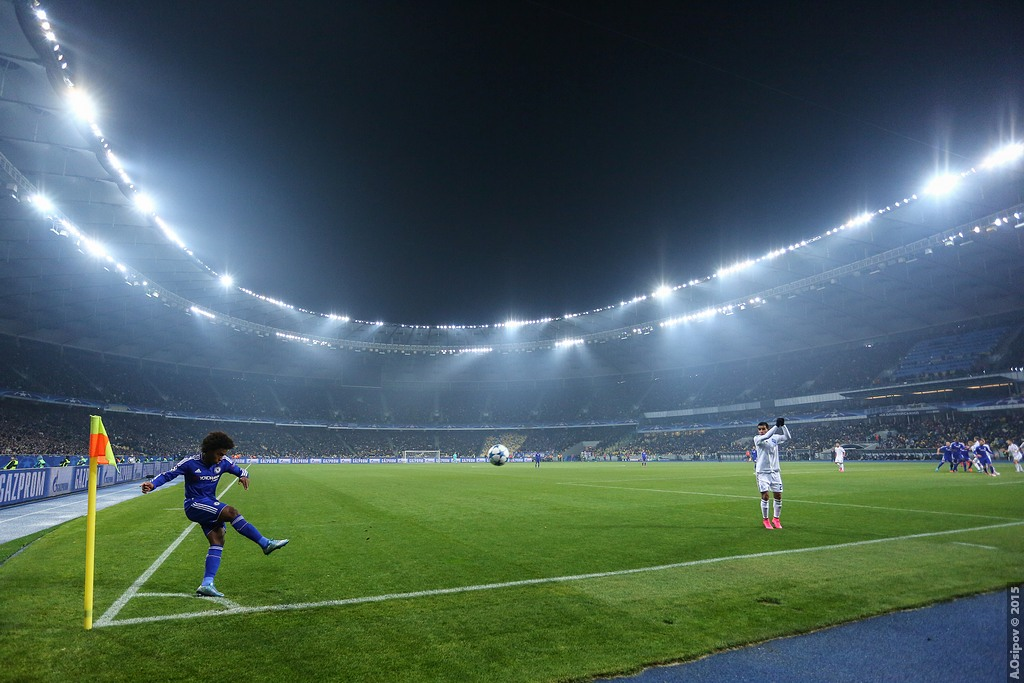
Подача з кутового в матчі «Динамо» — «Челсі», 20 жовтня 2015
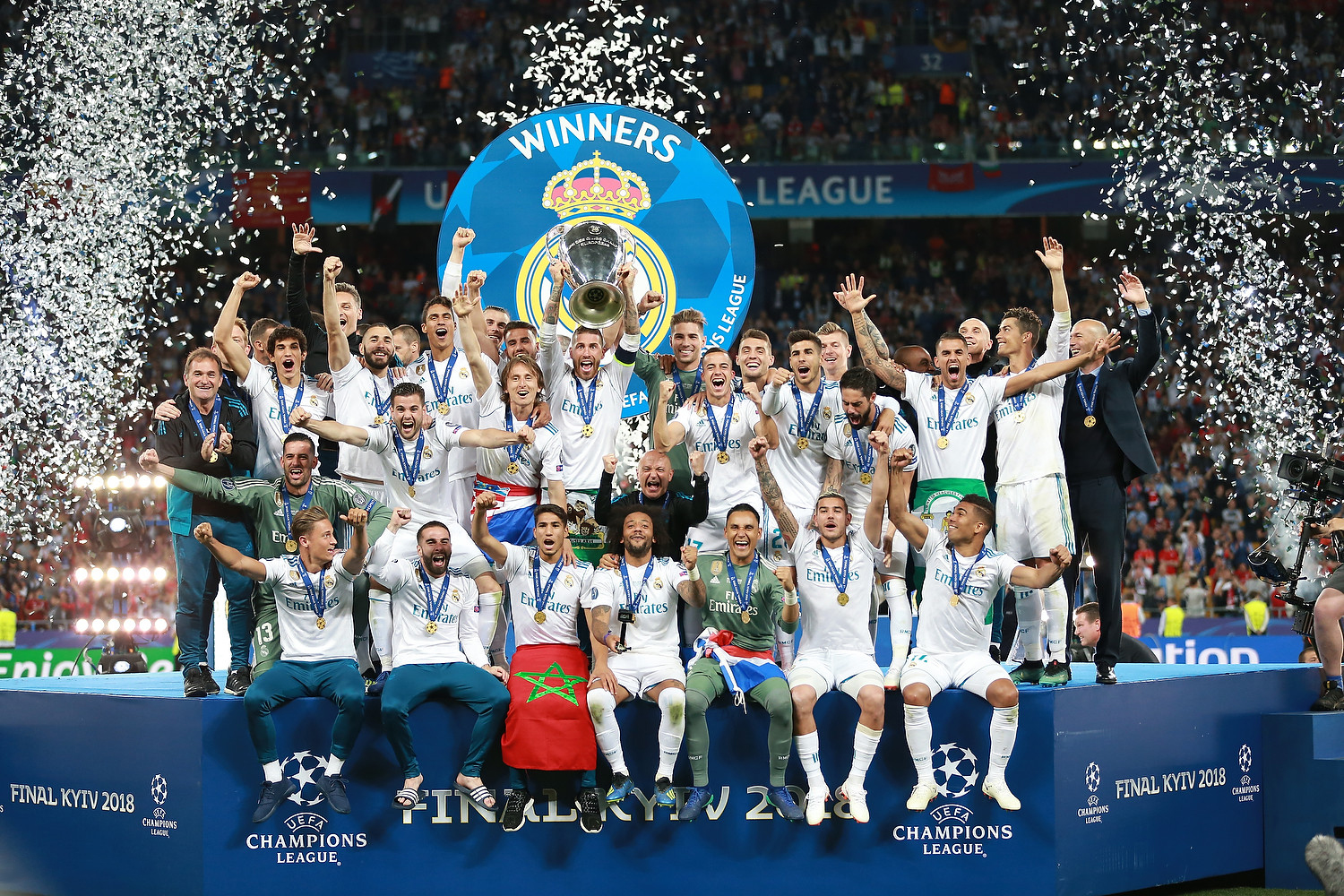
«Реал Мадрид» святкує перемогу у Лізі Чемпіонів УЄФА, 26 травня 2018